# Traugott Giesen
Traugott Giesen (* 6. Mai 1940 in Bonn) ist ein deutscher evangelisch-lutherischer Geistlicher und christlicher Autor.

## Leben
Traugott Giesen wuchs als Sohn des Kirchentagspfarrers Heinrich Giesen ab 1950  in Fulda auf. Nach dem Studium war er zehn Jahre als Seelsorger in Berlin-Neukölln tätig. Von 1976 bis zu seiner Pensionierung 2005 war er Pastor von St. Severin in Keitum auf Sylt. Wegen seiner Predigten waren seine Gottesdienste immer stark besucht und besonders bei Urlaubern beliebt.
Traugott Giesen ist Buchautor und schreibt auch Zeitungskolumnen. Er ist verheiratet, Vater und Großvater und lebt mit seiner Frau in Keitum.

## Schriften (Auswahl)
- Sylt für die Seele. Mit 45 Fotos von Hans Jessel. Radius-Verlag, Stuttgart 1995, ISBN 3-87173-032-7.
- Handle so und du wirst leben: Die Zehn Gebote. Patmos Verlag, Düsseldorf 2002, ISBN 3-491-70347-6.
- Verweilen in Sankt Severin – in Keitum auf Sylt. Ein Kirchenführer. Fotos von Hans Jessel, 2. Auflage, Herausgeber: Der Kirchenvorstand der Ev.-Luth. Kirchengemeinde, Eiland-Verlag Westerland 2004, ISBN 3-937739-51-3.
- Macht hoch die Tür – Predigten und Kolumnen für die Weihnachtszeit. Radius Verlag, Stuttgart 2007, ISBN 978-3-87173-374-1.
- Bibel-Energie – Die wichtigsten Bibeltexte – von damals, aber gar nicht von gestern – Dazu geistvolle Gedanken. Radius Verlag, Stuttgart 2007, ISBN 978-3-87173-946-0.
- Wie Ingo Kühl das Meer malt. In: Ars Borealis – Edition zur Zeitgenössischen Kunst im Norden – Ingo Kühl Sylt, Heft 21, S. 7, Sparkassenstiftung Schleswig-Holstein, Kiel 2009.
- C.H. Beck Gedichtekalender – Kleiner Bruder. 2016 (33. Jahrgang), Herausgegeben von Traugott Giesen, Monika Kleinlein und Helga & Kristof Wachinger, Ina Seeberg (Illustrationen). C.H.BECK, München, ISBN 978-3-406-69241-3.